# Českoslovenští a čeští reprezentanti v zápasu řecko-římském
Přehled československých a českých reprezentantů od roku 1948 na olympijských hrách (OH), mistrovství světa (MS) a mistrovství Evropy (ME) v zápasu řecko-římském.
poznámka: Seznam je z velké většiny sestaven z novinových článků a nemusí být úplný.

## Olympijské hry a mistrovství světa
|    |      | -52 kg            | -57 kg         | -62 kg           | -67 kg            | -73 kg             | -79 kg          | -87 kg           | +87 kg        |
| -- | ---- | ----------------- | -------------- | ---------------- | ----------------- | ------------------ | --------------- | ---------------- | ------------- |
| OH | 1948 | —                 | —              | Jan Stehlík      | Václav Tuhý       | —                  | —               | —                | Josef Růžička |
| MS | 1950 | Eugén Kronewetter | Václav Dolejší | Bohumil Kurz     | Václav Tuhý       | Ladislav MihalíkSR | Ivan Janiuk     | Jaromír Vrzal    | Alois Kešner  |
| OH | 1952 | Josef Zeman       | —              | —                | Mikuláš Athanasov | Vladislav Sekal    | —               | —                | Josef Růžička |
| MS | 1953 | Josef Zeman       | —              | Adolf Krupička   | Karel Matoušek    | Jaroslav Polívka   | Karel Souček    | —                | Josef Růžička |
| MS | 1955 | Evžen Odehnal     | Jiří Švec      | Bohumil Kurz     | Mikuláš Athanasov | Vladislav Sekal    | Antonín Splítek | Jaromír Harenčík | Josef Růžička |
| OH | 1956 | —                 | —              | —                | —                 | —                  | —               | —                | —             |
| MS | 1958 | Jan Horňák        | Jiří Švec      | Miroslav Votápek | Karel Matoušek    | Jiří Mekhed        | Karel Souček    | Jiří Kormaník    | Karel Šimek   |
| OH | 1960 | —                 | Jiří Švec      | Vojtech Tóth     | Karel Matoušek    | —                  | Jiří Kormaník   | —                | Bohumil Kubát |
| MS | 1961 | —                 | Jiří Švec      | Vojtech Tóth     | —                 | —                  | Jiří Kormaník   | —                | Bohumil Kubát |

|    |      | -52 kg         | -57 kg     | -63 kg       | -70 kg          | -78 kg | -87 kg         | -97 kg           | +97 kg        |
| -- | ---- | -------------- | ---------- | ------------ | --------------- | ------ | -------------- | ---------------- | ------------- |
| MS | 1962 | —              | —          | —            | —               | —      | —              | —                | —             |
| MS | 1963 | Josef Kolář    | Jiří Švec  | Vojtech Tóth | —               | —      | —              | Jaromír Harenčík | Bohumil Kubát |
| OH | 1964 | —              | Jiří Švec  | —            | —               | —      | Jiří Kormaník  | —                | Petr Kment    |
| MS | 1965 | —              | —          | Jiří Švec    | —               | —      | Jiří Kormaník  | —                | Petr Kment    |
| MS | 1966 | —              | —          | —            | —               | —      | Josef Urban II | —                | Petr Kment    |
| MS | 1967 | Miroslav Zeman | Jan Neckář | Jiří Švec    | —               | —      | Jiří Kormaník  | —                | Petr Kment    |
| OH | 1968 | Miroslav Zeman | —          | Jiří Švec    | Vítězslav Mácha | —      | Jiří Kormaník  | —                | Petr Kment    |

|    |      | -48 kg          | -52 kg          | -57 kg         | -62 kg          | -68 kg             | -74 kg           | -82 kg          | -90 kg          | -100 kg         | +100 kg             |
| -- | ---- | --------------- | --------------- | -------------- | --------------- | ------------------ | ---------------- | --------------- | --------------- | --------------- | ------------------- |
| MS | 1969 | —               | —               | —              | —               | —                  | —                | —               | —               | —               | —                   |
| MS | 1970 | —               | —               | —              | —               | —                  | —                | —               | —               | —               | —                   |
| MS | 1971 | Jan Mlejnek     | Miroslav Zeman  | Jan Neckář     | Ivan Kašpar     | Ladislav Nepustil  | Vítězslav Mácha  | Miroslav Janota | —               | —               | Petr Kment          |
| OH | 1972 | —               | Miroslav Zeman  | Jan Neckář     | —               | —                  | Vítězslav Mácha  | Miroslav Janota | —               | —               | Petr Kment          |
| MS | 1973 | —               | —               | —              | —               | —                  | Vítězslav Mácha  | Miroslav Janota | —               | —               | Petr Kment          |
| MS | 1974 | Antonín Jelínek | Martin Svatý    | Josef Krysta   | —               | Miroslav Doksanský | Vítězslav Mácha  | Miroslav Janota | Josef Müller    | Zdeněk Chára    | —                   |
| MS | 1975 | —               | —               | Josef Krysta   | Jaroslav Meduna | Pavel Ehrlich      | Vítězslav Mácha  | Miroslav Janota | —               | Zdeněk Chára    | —                   |
| OH | 1976 | —               | —               | Josef Krysta   | —               | —                  | Vítězslav Mácha  | Miroslav Janota | —               | —               | —                   |
| MS | 1977 | —               | —               | Michal Vejsada | Jaroslav Meduna | —                  | Vítězslav Mácha  | —               | —               | Zdeněk Chára    | Vladimír Romanovský |
| MS | 1978 | —               | —               | Josef Krysta   | —               | —                  | —                | —               | —               | —               | —                   |
| MS | 1979 | —               | Antonín Jelínek | —              | —               | —                  | Vítězslav Mácha  | —               | —               | —               | —                   |
| OH | 1980 | —               | Antonín Jelínek | Josef Krysta   | Michal Vejsada  | —                  | Vítězslav Mácha  | Miroslav Janota | —               | Oldřich Dvořák  | —                   |
| MS | 1981 | —               | —               | Josef Krysta   | Michal Vejsada  | —                  | —                | —               | —               | —               | —                   |
| MS | 1982 | Václav Janota   | Tibor Jankovics | Josef Krysta   | Michal Vejsada  | Jaroslav Zeman     | Rostislav Fojtík | —               | Jindřich Durčák | Vladislav Bojko | —                   |
| MS | 1983 | —               | Tibor Jankovics | Josef Krysta   | Miroslav Stárek | Jaroslav Zeman     | —                | Jiří Holemý     | Jindřich Durčák | Vladislav Bojko | —                   |
| OH | 1984 | —               | —               | —              | —               | —                  | —                | —               | —               | —               | —                   |
|    |      | -48 kg          | -52 kg          | -57 kg         | -62 kg          | -68 kg             | -74 kg           | -82 kg          | -90 kg          | -100 kg         | -130 kg             |
| MS | 1985 | —               | Tibor Jankovics | —              | Miroslav Stárek | Julius Jasko       | Jaroslav Zeman   | Peter Stehel    | Jindřich Durčák | Dušan Masár     | —                   |
| MS | 1986 | —               | Tibor Jankovics | —              | —               | —                  | Jaroslav Zeman   | Peter Stehel    | Jindřich Durčák | —               | —                   |
| MS | 1987 | —               | Tibor Jankovics | —              | —               | —                  | Jaroslav Zeman   | Peter Stehel    | —               | —               | Lubomír David       |
| OH | 1988 | —               | Tibor Jankovics | —              | —               | —                  | Jaroslav Zeman   | Pavel Frinta    | —               | Dušan Masár     | Lubomír David       |
| MS | 1989 | —               | Tibor Jankovics | —              | Jindřich Vavrla | —                  | Jaroslav Zeman   | Peter Stehel    | —               | Dušan Masár     | —                   |
| MS | 1990 | —               | Tibor Jankovics | —              | —               | —                  | Jaroslav Zeman   | Pavel Frinta    | —               | Dušan Masár     | Lubomír David       |
| MS | 1991 | —               | —               | —              | Jindřich Vavrla | Zdeněk Gazdík      | Jaroslav Zeman   | Pavel Frinta    | Peter Stehel    | Dušan Masár     | Václav Vaněk        |
| OH | 1992 | —               | —               | —              | Jindřich Vavrla | —                  | Jaroslav Zeman   | Pavel Frinta    | —               | —               | —                   |
| MS | 1993 | —               | —               | Patrik Neckář  | —               | Tomáš Tobola       | Jaroslav Zeman   | Pavel Frinta    | Filip Soukup    | Zdeněk Kocman   | Václav Vaněk        |
| MS | 1994 | —               | —               | —              | Robert Mazouch  | —                  | Jaroslav Zeman   | Pavel Frinta    | Marek Švec      | —               | Pavel Gruber        |
| MS | 1995 | —               | Viktor Matys    | Patrik Neckář  | Robert Mazouch  | Tomáš Tobola       | Ivan Summer      | —               | Marek Švec      | Petr Frinta     | Zdeněk Kocman       |
| OH | 1996 | —               | —               | —              | —               | —                  | Jaroslav Zeman   | Pavel Frinta    | Marek Švec      | —               | —                   |

|    |      | -54 kg      | -58 kg      | -63 kg         | -69 kg       | -76 kg        | -85 kg       | -97 kg     | -130 kg    |
| -- | ---- | ----------- | ----------- | -------------- | ------------ | ------------- | ------------ | ---------- | ---------- |
| MS | 1997 | Petr Švehla | Petr Klikoš | Robert Mazouch | Petr Bielesz | Daniel Havlík | Filip Soukup | Marek Švec | David Vála |
| MS | 1998 | —           | —           | Robert Mazouch | —            | —             | —            | Marek Švec | —          |
| MS | 1999 | Petr Švehla | —           | Robert Mazouch | Petr Bielesz | —             | Jiří Matýsek | Marek Švec | David Vála |
| OH | 2000 | Petr Švehla | —           | —              | —            | —             | —            | Marek Švec | David Vála |
| MS | 2001 | Jan Hocko   | Petr Švehla | —              | Ondřej Jaroš | —             | Filip Soukup | Marek Švec | David Vála |

|    |      | -55 kg      | -60 kg       | -66 kg           | -74 kg        | -84 kg        | -96 kg     | -120 kg    |
| -- | ---- | ----------- | ------------ | ---------------- | ------------- | ------------- | ---------- | ---------- |
| MS | 2002 | Petr Švehla | Jan Hocko    | Ondřej Jaroš     | —             | Filip Soukup  | Marek Švec | —          |
| MS | 2003 | Petr Švehla | Jan Hocko    | Ondřej Jaroš     | —             | Filip Soukup  | Marek Švec | David Vála |
| OH | 2004 | Petr Švehla | —            | —                | —             | —             | —          | David Vála |
| MS | 2005 | Jan Hocko   | Petr Švehla  | Tomáš Sobecký    | —             | —             | Marek Švec | David Vála |
| MS | 2006 | —           | Petr Švehla  | Tomáš Sobecký    | —             | —             | Marek Švec | David Vála |
| MS | 2007 | Jan Hocko   | Petr Švehla  | Tomáš Sobecký    | —             | Vojtěch Kukla | Marek Švec | David Vála |
| OH | 2008 | —           | —            | —                | —             | —             | Marek Švec | —          |
| MS | 2009 | Jan Hocko   | Ondřej Ulip  | Tomáš Sobecký    | Petr Novák    | Vojtěch Kukla | David Vála | Marek Švec |
| MS | 2010 | Jan Hocko   | Ondřej Ulip  | —                | Tomáš Sobecký | Artur Omarov  | David Vála | Marek Švec |
| MS | 2011 | —           | Michal Novák | —                | Tomáš Sobecký | Artur Omarov  | David Vála | Marek Švec |
| OH | 2012 | —           | —            | —                | —             | —             | David Vála | —          |
| MS | 2013 | —           | —            | Matouš Morbitzer | Tomáš Sobecký | Artur Omarov  | David Vála | —          |

|    |      | -59 kg       | -66 kg           | -71 kg           | -75 kg        | -80 kg       | -85 kg       | -98 kg       | -130 kg |
| -- | ---- | ------------ | ---------------- | ---------------- | ------------- | ------------ | ------------ | ------------ | ------- |
| MS | 2014 | —            | Matouš Morbitzer | Tomáš Sobecký    | Petr Novák    | Pavel Powada | Artur Omarov | —            | —       |
| MS | 2015 | Michal Novák | Matouš Morbitzer | Filip Dubský     | Petr Novák    | Pavel Powada | Artur Omarov | —            | —       |
| OH | 2016 | —            | —                |                  | —             |              | —            | —            | —       |
| MS | 2016 |              |                  | Filip Dubský     |               | Pavel Powada |              |              |         |
| MS | 2017 | —            | Michal Novák     | Matouš Morbitzer | Oldřich Varga | Petr Novák   | —            | Artur Omarov | —       |

|    |      | -55 kg | -60 kg | -63 kg | -67 kg           | -72 kg           | -77 kg        | -82 kg     | -87 kg | -97 kg       | -130 kg      |
| -- | ---- | ------ | ------ | ------ | ---------------- | ---------------- | ------------- | ---------- | ------ | ------------ | ------------ |
| MS | 2018 | —      | —      | —      | —                | Matouš Morbitzer | Oldřich Varga | Petr Novák | —      | Ondřej Dadák | Štepán David |
| MS | 2019 | —      | —      | —      | Matouš Morbitzer | —                | Oldřich Varga | Petr Novák | —      | Artur Omarov | Štepán David |

## Mistrovství Evropy
|    |      | -52 kg         | -57 kg      | -63 kg    | -70 kg          | -78 kg          | -87 kg        | -97 kg         | +97 kg     |
| -- | ---- | -------------- | ----------- | --------- | --------------- | --------------- | ------------- | -------------- | ---------- |
| ME | 1966 | —              | Ivan Kašpar | Jiří Švec | Miroslav Krupař | —               | Jiří Kormaník | —              | Petr Kment |
| ME | 1967 | Miroslav Zeman | —           | Jiří Švec | Jiří Sedlák     | Vítězslav Mácha | Jiří Kormaník | Josef Přenosil | Petr Kment |
| ME | 1968 | Miroslav Zeman | Jan Neckář  | Jiří Švec | Vítězslav Mácha | —               | Jiří Kormaník | —              | Petr Kment |

|    |      | -48 kg        | -52 kg            | -57 kg             | -62 kg            | -68 kg            | -74 kg               | -82 kg          | -90 kg          | -100 kg         | +100 kg             |
| -- | ---- | ------------- | ----------------- | ------------------ | ----------------- | ----------------- | -------------------- | --------------- | --------------- | --------------- | ------------------- |
| ME | 1969 | Jan Mlejnek   | Miroslav Zeman    | Jan Neckář         | Ivan Kašpar       | Miroslav Krupař   | Vítězslav Mácha      | Leoš Turek      | —               | —               | Bohumil Kubát       |
| ME | 1970 | Jan Mlejnek   | Miroslav Zeman    | Jan Neckář         | Ivan Kašpar       | Ladislav Nepustil | Vítězslav Mácha      | —               | Jan Šebetovský  | —               | Petr Kment          |
| ME | 1972 | Jan Mlejnek   | Miroslav Zeman    | Jan Neckář         | Ladislav Nepustil | Bedřich Klement   | Vítězslav Mácha      | Miroslav Janota | Jan Šebetovský  | —               | Petr Kment          |
| ME | 1973 | Martin Svatý  | Miroslav Zeman    | Jan Neckář         | —                 | —                 | Vítězslav Mácha      | Miroslav Janota | Josef Müller    | —               | Petr Kment          |
| ME | 1974 | —             | —                 | Jan Neckář         | —                 | Ladislav Nepustil | Vítězslav Mácha      | Miroslav Janota | Vladislav Bojko | Zdeněk Chára    | —                   |
| ME | 1975 | Martin Svatý  | —                 | Josef Krysta       | Jaroslav Meduna   | —                 | Vítězslav Mácha      | Miroslav Janota | —               | Zdeněk Chára    | —                   |
| ME | 1976 | —             | Vladimír Kokoškov | Josef Krysta       | Jaroslav Meduna   | Pavel Ehrlich     | —                    | Miroslav Janota | —               | —               | —                   |
| ME | 1977 | —             | Vladimír Kokoškov | —                  | Jiří Smékal       | —                 | Vítězslav Mácha      | —               | —               | —               | Vladimír Romanovský |
| ME | 1978 | —             | —                 | Josef Krysta       | Jiří Smékal       | —                 | Vítězslav Mácha      | Miroslav Janota | Jiří Kačírek    | —               | —                   |
| ME | 1979 | —             | Antonín Jelínek   | Josef Krysta       | Michal Vejsada    | Alexandr Vejsada  | Rostislav Fojtík     | Miroslav Janota | Jiří Kačírek    | Oldřich Dvořák  | —                   |
| ME | 1980 | Václav Janota | Antonín Jelínek   | Jaroslav Švadleňák | Michal Vejsada    | Alexandr Vejsada  | Vratislav Chotaš st. | Miroslav Janota | Vladislav Bojko | Oldřich Dvořák  | Vladimír Romanovský |
| ME | 1981 | Václav Janota | Antonín Jelínek   | Josef Krysta       | Michal Vejsada    | —                 | —                    | —               | —               | Vladislav Bojko | Oldřich Dvořák      |
| ME | 1982 | —             | Tibor Jankovics   | Josef Krysta       | Michal Vejsada    | —                 | —                    | —               | —               | Vladislav Bojko | —                   |
| ME | 1983 | —             | Tibor Jankovics   | Josef Krysta       | Miroslav Stárek   | Jaroslav Zeman    | Rostislav Fojtík     | —               | Jindřich Durčák | —               | —                   |
| ME | 1984 | —             | Tibor Jankovics   | Josef Krysta       | Miroslav Stárek   | Julius Jasko      | Jaroslav Zeman       | —               | Jindřich Durčák | —               | —                   |
|    |      | -48 kg        | -52 kg            | -57 kg             | -62 kg            | -68 kg            | -74 kg               | -82 kg          | -90 kg          | -100 kg         | -130 kg             |
| ME | 1985 | —             | Tibor Jankovics   | Jan Kohout         | Miroslav Stárek   | Julius Jasko      | Jaroslav Zeman       | Peter Stehel    | Jindřich Durčák | Dušan Masár     | Vladislav Bojko     |
| ME | 1986 | —             | Tibor Jankovics   | Jan Kohout         | —                 | —                 | —                    | Peter Stehel    | —               | Dušan Masár     | —                   |
| ME | 1987 | —             | Tibor Jankovics   | —                  | —                 | —                 | Jaroslav Zeman       | Peter Stehel    | Jindřich Durčák | Dušan Masár     | Lubomír David       |
| ME | 1988 | —             | —                 | —                  | —                 | —                 | Jaroslav Zeman       | Peter Stehel    | —               | —               | Václav Vaněk        |
| ME | 1989 | —             | Tibor Jankovics   | —                  | —                 | —                 | Jaroslav Zeman       | —               | —               | —               | —                   |
| ME | 1990 | —             | Tibor Jankovics   | —                  | Jindřich Vavrla   | —                 | Jaroslav Zeman       | Pavel Frinta    | —               | Dušan Masár     | Lubomír David       |
| ME | 1991 | —             | —                 | Tibor Jankovics    | —                 | Tomáš Březný      | Jaroslav Zeman       | Pavel Frinta    | Peter Stehel    | Dušan Masár     | Václav Vaněk        |
| ME | 1992 | —             | Tibor Jankovics   | —                  | Jindřich Vavrla   | Tomáš Březný      | —                    | Pavel Frinta    | Jiří Loukota    | Dušan Masár     | Václav Vaněk        |
| ME | 1993 | —             | —                 | —                  | —                 | Jindřich Vavrla   | Jaroslav Zeman       | Pavel Frinta    | Filip Soukup    | Zdeněk Kocman   | —                   |
| ME | 1994 | —             | —                 | —                  | —                 | Tomáš Tobola      | Jaroslav Zeman       | Pavel Frinta    | Marek Švec      | Zdeněk Kocman   | Pavel Gruber        |
| ME | 1995 | —             | —                 | —                  | Robert Mazouch    | Tomáš Tobola      | Ivan Summer          | Pavel Frinta    | Marek Švec      | —               | —                   |
| ME | 1996 | —             | Viktor Matys      | —                  | Robert Mazouch    | Tomáš Tobola      | Jaroslav Zeman       | Pavel Frinta    | Marek Švec      | Petr Frinta     | Pavel Gruber        |

|    |      | -54 kg      | -58 kg      | -63 kg         | -69 kg       | -76 kg | -85 kg       | -97 kg     | -130 kg    |
| -- | ---- | ----------- | ----------- | -------------- | ------------ | ------ | ------------ | ---------- | ---------- |
| ME | 1997 | Petr Švehla | Petr Klikoš | Robert Mazouch | Petr Bielesz | —      | —            | Marek Švec | —          |
| ME | 1998 | Petr Švehla | —           | —              | Ondřej Jaroš | —      | —            | —          | —          |
| ME | 1999 | Petr Švehla | —           | Robert Mazouch | —            | —      | —            | Marek Švec | —          |
| ME | 2000 | —           | Petr Švehla | —              | Ondřej Jaroš | —      | Filip Soukup | —          | David Vála |
| ME | 2001 | —           | Petr Švehla | Michal Bláha   | Ondřej Jaroš | —      | —            | Marek Švec | David Vála |

|    |      | -55 kg      | -60 kg       | -66 kg        | -74 kg        | -84 kg        | -96 kg     | -120 kg    |
| -- | ---- | ----------- | ------------ | ------------- | ------------- | ------------- | ---------- | ---------- |
| ME | 2002 | Jan Hocko   | Petr Švehla  | Michal Bláha  | —             | Filip Soukup  | Marek Švec | David Vála |
| ME | 2003 | Petr Švehla | —            | Tomáš Sobecký | —             | Filip Soukup  | Marek Švec | David Vála |
| ME | 2004 | Petr Švehla | Jan Hocko    | Tomáš Sobecký | —             | —             | Marek Švec | —          |
| ME | 2005 | Jan Hocko   | Petr Švehla  | Michal Bláha  | —             | —             | Marek Švec | David Vála |
| ME | 2006 | Jan Hocko   | Petr Švehla  | Tomáš Sobecký | —             | —             | Marek Švec | David Vála |
| ME | 2007 | Jan Hocko   | Petr Švehla  | Tomáš Sobecký | —             | Vojtěch Kukla | Marek Švec | David Vála |
| ME | 2008 | Jan Hocko   | Petr Švehla  | Tomáš Sobecký | —             | Vojtěch Kukla | Marek Švec | David Vála |
| ME | 2009 | Jan Hocko   | Petr Švehla  | Karel Hanák   | —             | —             | Marek Švec | David Vála |
| ME | 2010 | Jan Hocko   | —            | Michal Novák  | Tomáš Sobecký | Artur Omarov  | David Vála | Marek Švec |
| ME | 2011 | —           | Jan Hocko    | Ondřej Ulip   | Petr Novák    | Artur Omarov  | David Vála | Marek Švec |
| ME | 2012 | —           | —            | Filip Dubský  | Petr Novák    | Artur Omarov  | David Vála | Marek Švec |
| ME | 2013 | —           | Michal Novák | Filip Dubský  | Petr Novák    | Artur Omarov  | —          | David Vála |

|    |      | -59 kg       | -66 kg           | -71 kg        | -75 kg        | -80 kg       | -85 kg       | -98 kg       | -130 kg |
| -- | ---- | ------------ | ---------------- | ------------- | ------------- | ------------ | ------------ | ------------ | ------- |
| ME | 2014 | Michal Novák | Filip Dubský     | Tomáš Sobecký | Petr Novák    | Artur Omarov | Pavel Powada | —            | —       |
| ME | 2015 | Michal Novák | Matouš Morbitzer | Tomáš Sobecký | Petr Novák    | Pavel Powada | Artur Omarov | —            | —       |
| ME | 2016 | —            | Filip Dubský     | Jan Žižka     | Pavel Powada  | —            | Artur Omarov | David Vála   | —       |
| ME | 2017 | —            | Michal Novák     | Jan Žižka     | Oldřich Varga | Petr Novák   | —            | Artur Omarov | —       |

|    |      | -55 kg | -60 kg | -63 kg | -67 kg       | -72 kg    | -77 kg        | -82 kg     | -87 kg       | -97 kg       | -130 kg      |
| -- | ---- | ------ | ------ | ------ | ------------ | --------- | ------------- | ---------- | ------------ | ------------ | ------------ |
| ME | 2018 | —      | —      | —      | Michal Novák | Jan Žižka | Oldřich Varga | Petr Novák | Artur Omarov | —            | Štepán David |
| ME | 2019 | —      | —      | —      | —            | —         | Oldřich Varga | Petr Novák | Ondřej Dadák | Artur Omarov | Štepán David |